# Herbert Saffir
Herbert Seymour Saffir (Brooklyn, 29 de março de 1917 – 21 de novembro de 2007) foi um engenheiro civil norte-americano que desenvolveu com o meteorologista Robert Simpson, a escala de furacões de Saffir-Simpson para medir a intensidade dos furacões. Foi diretor da Saffir Engineering.
Morreu aos 90 anos de idade, vítima de complicações de uma cirurgia.